# Smíchovské nádraží (metropolitana di Praga)
Smíchovské nádraží è una stazione della linea B della metropolitana di Praga.

## Storia
La stazione è stata attivata il 2 novembre 1985, come capolinea del tratto inaugurale della linea B tra Sokolovská e questa stazione. Dal 2024 al 2027 la vicina stazione ferroviaria è coinvolta in lavori di modernizzazione.

## Strutture e impianti
La stazione è sotterranea ed è dotata di due binari, serviti da una banchina centrale.

## Servizi
La stazione è dotata di ascensori per le persone a mobilità ridotta.
- Biglietteria
- Servizi igienici

## Interscambi
- Fermata autobus (linee 105, 118, 129, 172, 190, 196, 197, 232, 241, 244, 314, 317, 318, 320, 334, 338, 360, 361, 390, 392, 393, 395, 407, 420, 125 e X125)[3]
- Fermata tram (linee 5, 12 e 20)[3]
- Stazione ferroviaria (Praga Smíchov, sulle linee S6 e S65 del servizio ferroviario suburbano di Praga)[3]